# Palais Auerspersky
Le palais Auerspersky ou Clary-Aldringen est un palais baroque situé sur la place Wallenstein dans le quartier de Mala Strana à Prague. Il est protégé en tant que monument culturel de la République tchèque  . 

## Histoire
Le palais est originaire de la fin du XVIIe siècle, lorsqu'ont été réunies plusieurs maisons plus anciennes, achetées dans les années 1680-1682 par le diplomate impérial Jan George Marek Clary-Aldringen. En 1856, le palais fut acheté aux Clary-Aldringen par le prince Charles Auersperg qui y a fait des modifications de construction classique. Des travaux de construction importants ont été réalisés dans les années 1930 et en 1990, lorsque le palais a été intégré au complexe de bâtiments du Parlement de la République tchèque. 

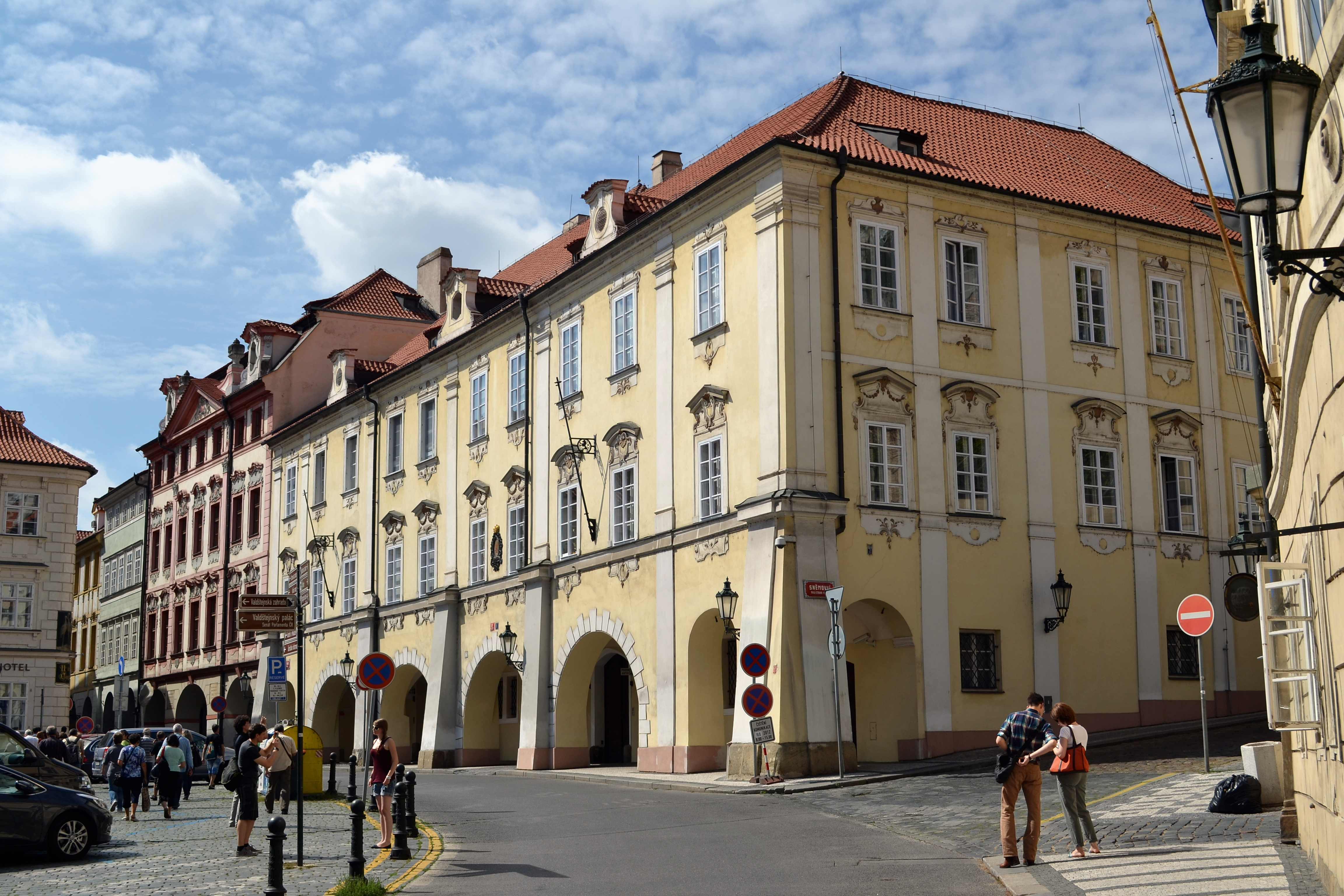
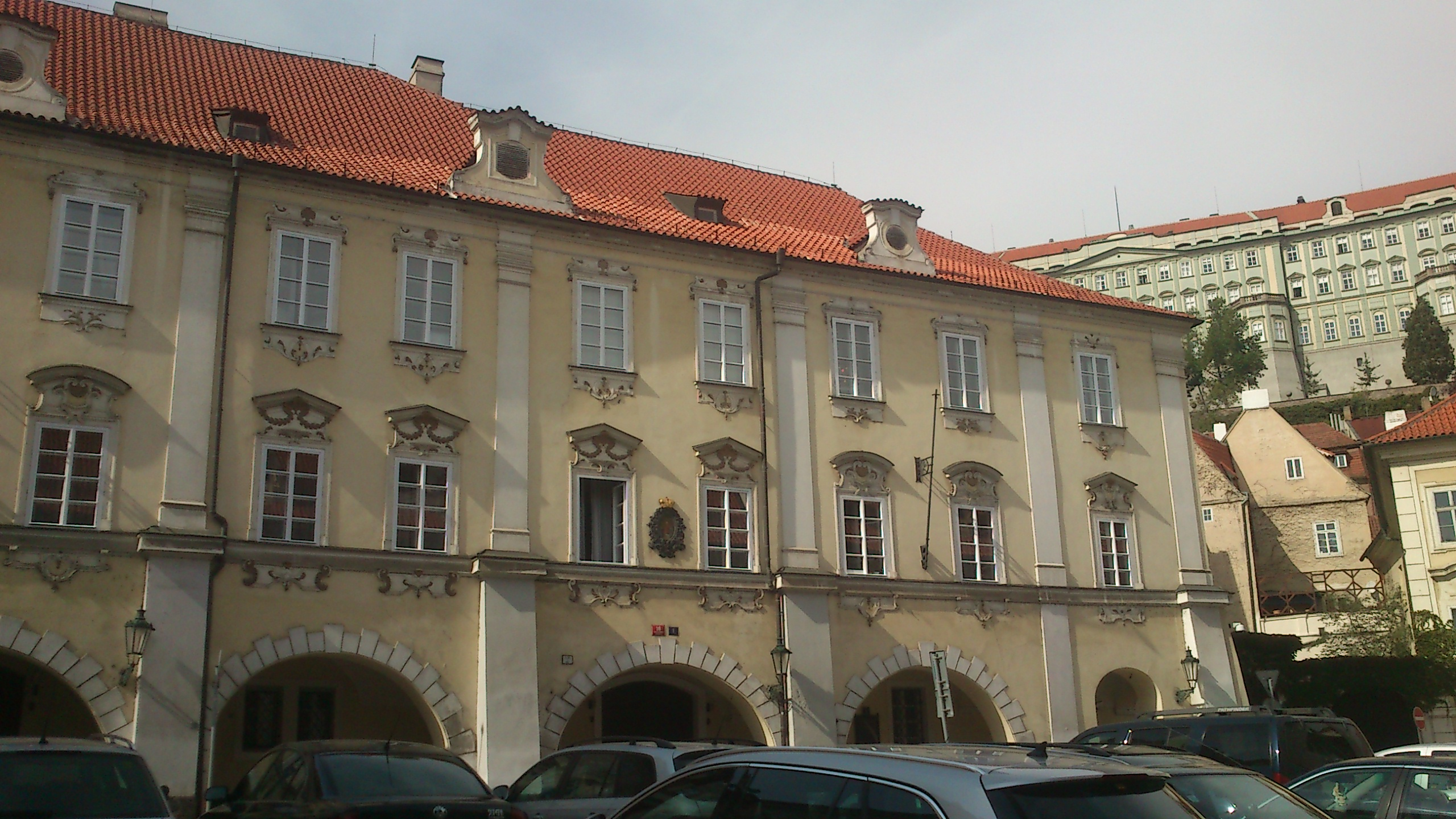
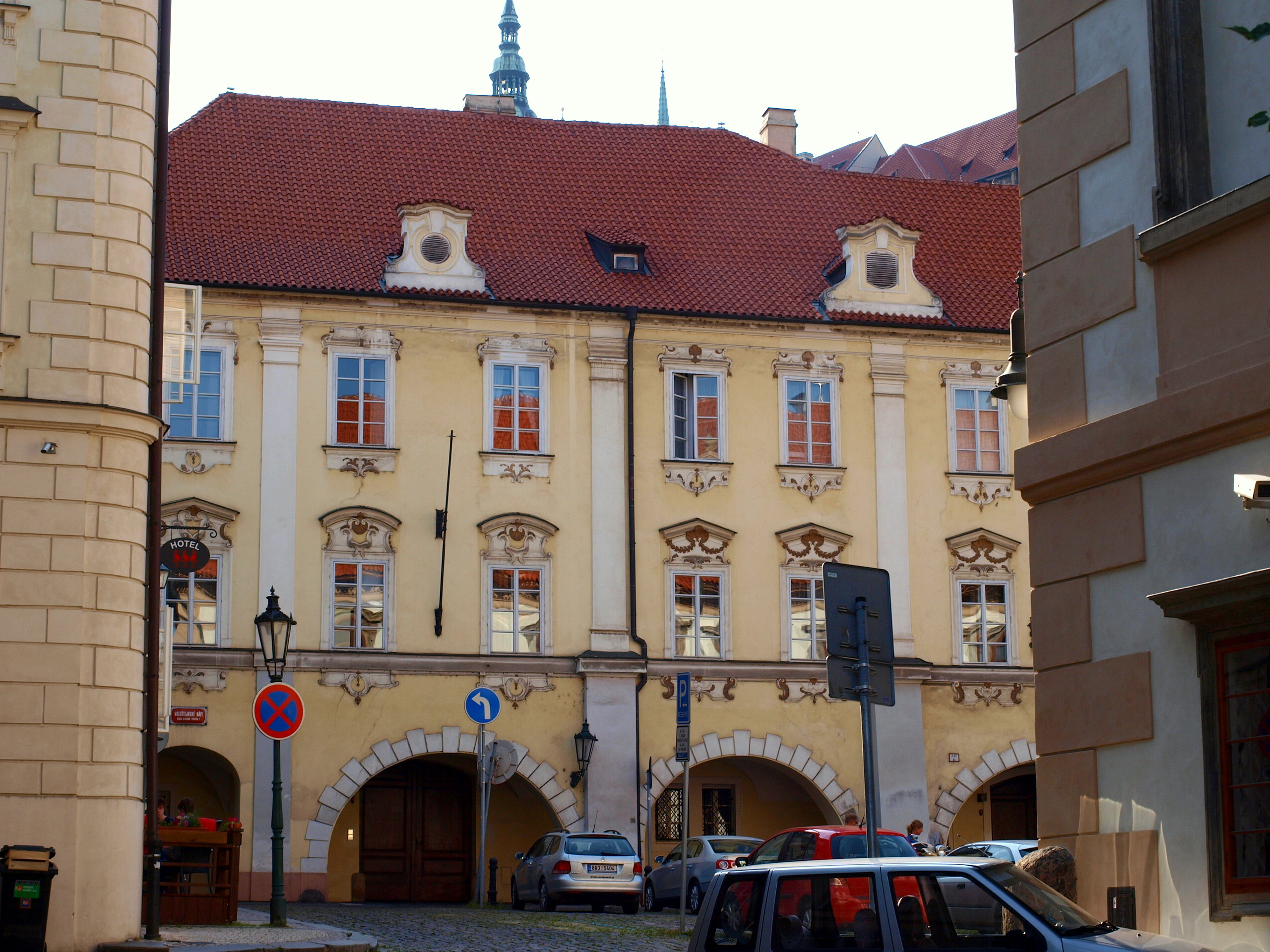